# San Miguel bugt
San Miguel bugt (spansk:Golfo de San Miguel) er beliggende i Stillehavskysten i Darién, en provins i det østlige Panama.  

8°19′10″N 78°18′31″V / 8.3194°N 78.3086°V